# Can-avid
Can-avid è una municipalità di quarta classe delle Filippine, situata nella Provincia di Eastern Samar, nella Regione del Visayas Orientale.
Can-avid è formata da 28 baranggay:
- Balagon
- Barangay 1 Poblacion
- Barangay 2 Poblacion
- Barangay 3 Poblacion
- Barangay 4 Poblacion
- Barangay 5 Poblacion
- Barangay 6 Poblacion
- Barangay 7 Poblacion
- Barangay 8 Poblacion
- Barangay 9 Poblacion
- Barangay 10 Poblacion
- Baruk
- Boco
- Caghalong

- Camantang
- Can-ilay
- Cansangaya
- Canteros
- Carolina
- Guibuangan
- Jepaco
- Mabuhay
- Malogo
- Obong
- Pandol
- Rawis
- Salvacion
- Solong